# Gloria Salii
Gloria Gibbons Salii est une femme politique des Palaos, porteuse du titre de Bilung, c'est-à-dire dirigeante du clan Koror. Cela en fait la femme la plus haut placée des Palaos,.

## Biographie
Gloria Salii est la sœur de l'Ibedul de Koror, Yutaka Miller Gibbons, et mariée avec Carlos Salii (frère de Lazarus Salii, président des Palaos de 1985 à 1988). Elle appartient au clan Idid.
Gloria Salii quitte l'université américaine dans laquelle elle étudie pour prendre sa place de dirigeante du clan Koror aux Palaos alors qu'elle a une vingtaine d'années. En 1994, elle joue un rôle prépondérant dans la création de la Conférence des femmes des Palaos, un rendez-vous annuel où se retrouvent les cheffes de clans et qui a été à l'origine de plusieurs lois défendant les droits des femmes dans le pays.
En 2019, elle condamne un couple, dont une vidéo intime a été diffusée sans leur consentement sur l'application Messenger, à payer une amende. La vidéo a provoqué une polémique dans le pays, et l'amende imposée par Gloria Salii entraîne également des discussions en ligne. Quelques jours plus tard, la matriarche condamne deux autres personnes à payer des amendes en raison d'insultes qui lui ont été adressées sur Facebook. Parmi les questions soulevées par cette affaire se pose la légitimité de la Bilung à imposer des amendes. Son rôle de cheffe traditionnelle est reconnu par la Constitution des Palaos. Certains Paluans estiment qu'elle a agi contre la liberté d'expression.
En janvier 2022, après la mort de Yutaka Gibbons, Gloria Salii déclare qu'elle est à la fois Bilung et Ibedul, et prend le contrôle de la maison des chefs traditionnels. En mai, elle indique qu'elle a choisi son fils James Lebuu Littler et qu'elle récuse son concurrent Alexander Merep, accepté par la maison des chefs. Salii refuse également que l'Ibedul partage le pouvoir avec le Reklai, estimant que par le passé, Koror a remporté des guerres contre son opposant et que l'Ibedul est le plus haut rang coutumier des Palaos, aucun autre ne pouvant lui arriver à égalité.